# Astronesthes lamellosus
Astronesthes lamellosus is een  straalvinnige vissensoort uit de familie van Stomiidae. De wetenschappelijke naam van de soort is voor het eerst geldig gepubliceerd in 1970 door Goodyear & Gibbs.